# Борба (1893)
Вижте пояснителната страница за други значения на Борба.
„Борба“ е вестник на Вътрешната македоно-одринска революционна организация, издаван след 1893 година в Битоля, Османската империя.
Печата се на литограф заедно с другите хектографски вестници на организацията „Въстаник“ и „На оръжие“.